# Mezinárodní most Juárez-Lincoln
Mezinárodní most Juárez–Lincoln (anglicky Juaréz-Lincoln International Bridge, španělsky Puente Internacional Juaréz-Lincoln) je jeden ze čtyř mezinárodních mostů pro silniční dopravu, vedoucích přes Rio Grande a spojujících americké město Laredo a mexické město Nuevo Laredo. Je dlouhý 481 metrů a široký 22 metrů. Byl otevřen v roce 1976 a je pojmenován po mexickém prezidentovi Benito Juárezovi a americkém prezidentovi Abrahamu Lincolnovi. Je otevřen 24 hodin denně. 